# Henning Christophersen

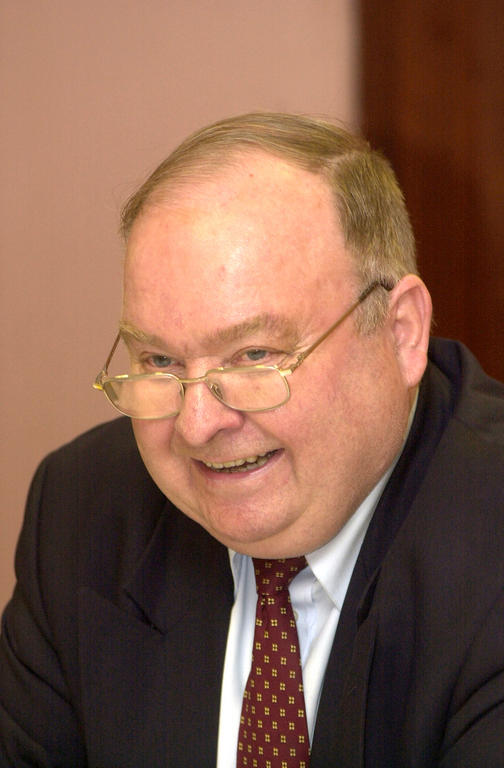
Henning Christophersen

Henning Christophersen (* 8. November 1939 in Kopenhagen; † 31. Dezember 2016 in Brüssel) war ein dänischer Politiker. Er war von 1989 bis 1995 Vizepräsident der Europäischen Kommission.

## Leben
Von 1978 bis 1979 war er als Nachfolger Anker Jørgensens Außenminister Dänemarks, von 1982 bis 1984 Finanzminister sowie stellvertretender Premierminister. Von 1978 bis 1984 war er Vorsitzender der liberalen Venstre-Partei. In dieser Funktion folgte ihm Uffe Ellemann-Jensen nach.
1985 wurde er europäischer Kommissar für Haushalt, finanzielle Kontrolle und für Personal und Verwaltung. 1989 gab er diese Ämter ab und wurde Vizepräsident der Kommission und Kommissar für Wirtschaft und Währungsangelegenheiten. In seine Amtszeit fielen der Abschluss des Vertrags von Maastricht 1992, die Krise des europäischen Währungssystems 1992 und der EU-Beitritt Österreichs, Schwedens und Finnlands 1995. 1995 gab Christophersen seine EU-Ämter ab.
Er war Mitglied des Europäischen Konventes. Von Dezember 1998 bis zum 1. Januar 2007 war er Vorsitzender des Vertrages über die Energiecharta.

## Auszeichnungen
- 1979: Großes Goldenes Ehrenzeichen am Bande für Verdienste um die Republik Österreich[2]
- 1984: Komtur I. Klasse des Dannebrogordens[3]